# Cyllodania minuta
Cyllodania minuta is een spinnensoort in de taxonomische indeling van de springspinnen (Salticidae).
Het dier behoort tot het geslacht Cyllodania. De wetenschappelijke naam van de soort werd voor het eerst geldig gepubliceerd in 1977 door María Elena Galiano.